# Los nuevos dinosaurios
Los nuevos dinosaurios (The New Dinosaurs: An alternative evolution) es un libro de ciencia ficción escrito e ilustrado por el geólogo y paleontólogo Dougal Dixon, que fue publicado en 1988. El libro es una secuela de After Man, y al igual que éste, trata sobre zoología-ficción, aunque no trata de imaginar una posible fauna de la tierra en el futuro. En su lugar, Dixon opta en este tomo por proponer cómo sería la fauna actual si el asteroide que provocó la Extinción masiva del Cretácico-Terciario hace 65 millones de años no hubiese existido jamás.

## Descripción

Los Nuevos Dinosaurios utiliza los descendientes imaginarios actuales de los animales del Cretácico para explicar los 6 reinos biogeográficos.

Para ello, Dixon tuvo en cuenta qué animales actuales "no deberían" aparecer de no haber quedado libres los nichos dejados por los reptiles del mesozoico y los cambios climáticos que se abatieron durante el Cenozoico sobre la tierra. Simplificando mucho, se puede decir que las criaturas presentes en este libro son las versiones "reptilianas" o "aviares" de muchos animales reales, en su mayor parte mamíferos. Esta clase de vertebrados aparece en el libro como una simple colección de pequeños animales, excluidos de los principales nichos ecológicos por los dinosaurios y compuestos únicamente por placentarios: los monotremas y marsupiales se quedaron por el camino al no poder competir con los dinosaurios y los placentarios, además de como serían haber sido las plantas en este escenario, mientras que si se toma en serio el hecho de los humanos tampoco hubieran podido existir en un mundo con dinosaurios y pterosaurios.
Entre las adaptaciones más curiosas de "los nuevos dinosaurios" que dan título a la obra están las de pequeños terópodos como el saltador de las cumbres, el cribo (dinosaurio-flamenco) o el dinosaurio carpintero; o los grotescos balaclavs, que viven en manadas en las zonas montañosas y se protegen del viento gracias a su piel lanuda. En esta realidad alternativa, los dinosaurios han logrado hacer lo que no consiguieron en el Mesozoico, conquistar el mar. Este es el caso de unos comedores de algas marinos similares a los manatíes que descienden de pequeños ornitisquios como el Hypsilophodon. Ésta no es la única vía que ha tomado la evolución de los hipsilofodóntidos, un grupo en pleno crisol diversificativo de formas terrestres y arborícolas.
Dinosaurios más clásicos como los saurópodos y los tiranosaurios también están presentes, aunque suelen ser formas arcaicas poco derivadas desde el Cretácico. Los saurópodos siguen siendo los animales más grandes de la Tierra, mientras que los tiranosaurios se han hecho aún más enormes y han dejado de cazar, especializándose en devorar las gigantescas carroñas dejadas por estos megasaurópodos. En los tiranosaurios y otros terópodos menores se observa una tendencia a perder las extremidades anteriores, al no poder existir los humanos aparecen en su lugar unos trodóntidos humanoides.
Por los cielos de la Tierra alternativa de Dixon vagan toda clase de aves, así como pterosaurios (una muestra de la antigüedad de la obra, pues hoy parece seguro que los grandes reptiles voladores ya se habían extinguido o estaban en rápida decadencia al final del Cretácico). También existen aves y pterosaurios ápteros, especialmente en islas apartadas como Nueva Zelanda, aunque una estirpe de pterosaurios pastadores no voladores, los lanks, llena las praderas continentales junto a diferentes tipos de hadrosaurios.
En los mares habitan toda una suerte de criaturas extrañas. Junto a elasmosaurios primitivos, poco variados desde finales del Cretácico, nadan también pliosaurios filtradores similares a ballenas y plungers, pterosaurios desprovistos de la capacidad de volar que hacen el papel de pingüinos. Los ammonites están muy diversificados e incluyen una especie gigantesca de brazos urticantes, el kraken.

## Recepción
Los nuevos dinosaurios se convirtió en un éxito de ventas tras su lanzamiento y al igual que su predecesor After Man, Los nuevos dinosaurios cosechó críticas positivas de los críticos. William F. Allman, que escribe para el US News & World Report, elogió el hecho de que Dixon hubiera extrapolado sus diseños de ancestros reales de los dinosaurios y concluyó que, aunque a veces eran caprichosos, la mayoría de los investigadores de dinosaurios estarían de acuerdo con el libro en la medida en que si el asteroide que provocó su extinción no hubiera golpeado el planeta, los dinosaurios probablemente dominarían el planeta hasta el día de hoy. Las críticas en Smithsonian , School Library Journal y Booklist también fueron positivas, y los críticos calificaron el libro de "historia alternativa del mundo" y un "libro de 'qué pasaría si... por excelencia para los entusiastas de los dinosauriosLos nuevos dinosaurios se convirtió en un éxito de ventas tras su lanzamiento y al igual que su predecesor After Man, Los nuevos dinosaurios cosechó críticas positivas de los críticos. William F. Allman, que escribe para el US News & World Report, elogió el hecho de que Dixon hubiera extrapolado sus diseños de ancestros reales de los dinosaurios y concluyó que, aunque a veces eran caprichosos, la mayoría de los investigadores de dinosaurios estarían de acuerdo con el libro en la medida en que si el asteroide que provocó su extinción no hubiera golpeado el planeta, los dinosaurios probablemente dominarían el planeta hasta el día de hoy. Las críticas en Smithsonian , School Library Journal y Booklist también fueron positivas, y los críticos calificaron el libro de "historia alternativa del mundo" y un "libro de 'qué pasaría si..." por excelencia para los entusiastas de los dinosaurios.
Muchos de los animales que aparecen en el libro fueron criticados por paleontólogos y escritores científicos, en particular porque muchos de ellos son totalmente convergentes con los animales actuales. En este sentido, algunos escritores han considerado al "lank", un pterosaurio de cuatro patas, terrestre y herbívoro derivado de la familia Azhdarchidae del Cretácico , como quizás el peor infractor. En una reseña del libro de 1990, el investigador Gregory S Paul calificó a la criatura como "quizás la peor bestia del libro" e "increíble", señalando que pensaba que era inviable que los pterosaurios evolucionaran hasta convertirse en animales parecidos a las jirafas antes que los dinosaurios más dominantes y ya terrestres. En 1992, el investigador David Unwin se hizo eco del mismo sentimiento, considerando que los pterosaurios de cuatro patas y herbívoros eran muy improbables. En 2008, el paleontólogo y escritor de ciencia británico Darren Naish ofreció una visión más redentora del animal, señalando que si los pterosaurios se hubieran vuelto terrestres, los azdárquidos eran el grupo más probable en hacerlo y que los azdárquidos habrían utilizado un andar similar al de las jirafas al caminar. Paul, Unwin y Naish señalaron que la gran diversidad que se ve en los pterosaurios en el libro es algo improbable, ya que el grupo tenía una baja diversidad en el momento del evento de extinción del Cretácico-Paleógeno, siendo los azdárquidos el único grupo vivo. Paul incluso llegó a afirmar que consideraba que la supervivencia de los pterosaurios hasta el Cenozoico era "dudosa", incluso si el evento de extinción no hubiera sucedido.

### Legado
Muchos de los animales hipotéticos creados para The New Dinosaurs terminaron pareciéndose a criaturas mesozoicas reales que se han descubierto desde entonces, tanto en apariencia como en comportamiento. Muchos de los dinosaurios hipotéticos que aparecen en el libro están cubiertos de tegumentos peludos, que en los tiempos modernos se han descubierto en dinosaurios de la mayoría de los grupos. Los arbrosaurios trepadores de árboles son similares a los pequeños terópodos trepadores de árboles reales como Microraptor (descrito en 2000) y los grandes pterosaurios terrestres, como el mencionado "lank", se parecen a algunos animales del grupo de pterosaurios real Azhdarchidae. Otros ejemplos incluyen al "pangaloon" comedor de hormigas (que se parece a algunos alvarezsáuridos descubiertos más tarde) y al "nauger" trepador de árboles con dedos alargados (que se parece a Scansoriopteryx).
La película estrenada en 2005 King Kong de Peter Jackson presentaba un ecosistema completo en la versión cinematográfica de la Isla Calavera poblado por descendientes de animales del Mesozoico. Los diseñadores de estos animales (Weta Workshop) se inspiraron en las obras de Dixon, en particular The New Dinosaurs, En 2008 The New Dinosaurs fue adaptada a una serie de manga japonesa por la compañía Diamond, con sede en Tokio 
Tras el existo del libro, animó a su autor a escribir una tercera entrega y  la más polémica de todas, bajo el título de Man After Man. En tiempos más recientes, Daniel Bensen y colaboradores han creado una especie de nueva versión modernizada de la obra de Dixon, bajo el nombre de The speculative dinosaur project o El Proyecto especulativo de dinosaurios en español 